# La terra, la guerra, una questione privata
La terra, la guerra, una questione privata è un album dal vivo del gruppo musicale italiano Consorzio Suonatori Indipendenti, pubblicato il 22 gennaio 1998.

## Descrizione
Non è un disco live, nemmeno un concerto, è una serata in onore e a memoria di Beppe Fenoglio. Un luogo, un pubblico, un contesto irripetibile.»
(Giovanni Lindo Ferretti)
Pubblicato nel 1998, è la registrazione di un concerto dedicato alla memoria e all'opera di Beppe Fenoglio tenutosi il 5 ottobre 1996 ad Alba, nella chiesa di San Domenico.
Il concerto riprende brani degli album del gruppo (Linea Gotica e Ko de mondo) intercalati a brani del repertorio dei CCCP - Fedeli alla linea. L'album prodotto a tiratura limitata di 40 000 copie è stato ritirato dal commercio il 1º maggio del 1998, tuttavia è stato ristampato nel 2009.
L'album è stato pubblicato in formato CD, musicassetta e doppio LP nel 1998 dalle etichette discografiche congiunte Black Out e Mercury. Del concerto è stata pubblicata anche una versione video in formato VHS. Nel 2009 la versione video è stata ristampata in formato DVD, in allegato alla ristampa dell'album. Nel video oltre ai brani presenti nell'album vi sono testi di Beppe Fenoglio letti da Antonio Cederna. Nel 2013 la Tannen Records ha ristampato l'album in vinile.

## Tracce
1. Campestre – 8:08 (testo: Giovanni Lindo Ferretti – musica: Francesco Magnelli, Gianni Maroccolo, Massimo Zamboni)
2. Esco – 8:22 (testo: Giovanni Lindo Ferretti – musica: Francesco Magnelli, Gianni Maroccolo, Giorgio Canali, Massimo Zamboni)
3. Fuochi nella notte di San Giovanni – 6:09 (testo: Giovanni Lindo Ferretti – musica: Francesco Magnelli, Gianni Maroccolo, Massimo Zamboni)
4. Guardali negli occhi – 5:05 (testo: Giovanni Lindo Ferretti – musica: Francesco Magnelli, Gianni Maroccolo, Massimo Zamboni)
5. Linea Gotica – 5:53 (testo: Giovanni Lindo Ferretti – musica: Francesco Magnelli, Gianni Maroccolo, Giorgio Canali, Massimo Zamboni)
6. Cupe vampe – 7:05 (testo: Giovanni Lindo Ferretti – musica: Francesco Magnelli, Gianni Maroccolo, Giorgio Canali, Massimo Zamboni)
7. Memorie di una testa tagliata – 10:07 (testo: Giovanni Lindo Ferretti – musica: Francesco Magnelli, Gianni Maroccolo, Massimo Zamboni)
8. In viaggio – 3:17 (testo: Giovanni Lindo Ferretti – musica: Francesco Magnelli, Gianni Maroccolo, Massimo Zamboni)
9. Del mondo – 3:52 (testo: Giovanni Lindo Ferretti – musica: Francesco Magnelli, Gianni Maroccolo, Massimo Zamboni)
10. Annarella – 2:57 (testo: Giovanni Lindo Ferretti – musica: Francesco Magnelli, Gianni Maroccolo, Massimo Zamboni)
11. Irata – 9:48 (testo: Giovanni Lindo Ferretti – musica: Francesco Magnelli, Gianni Maroccolo, Giorgio Canali, Massimo Zamboni)
12. Guardali negli occhi (ripresa) – 2:37 (testo: Giovanni Lindo Ferretti – musica: Francesco Magnelli, Gianni Maroccolo, Massimo Zamboni)

Durata totale: 73:20

## Crediti

### Formazione
- Giovanni Lindo Ferretti - voce
- Massimo Zamboni - chitarra elettrica
- Giorgio Canali - chitarra elettrica, voce
- Francesco Magnelli - pianoforte, tastiere, voce
- Gianni Maroccolo - basso, chitarra acustica
- Ginevra Di Marco - voce
- Gigi Cavalli Cocchi - batteria, percussioni

### Personale tecnico
- Gianni Maroccolo - missaggio, produzione
- Giovanni Gasparini - tecnico del suono
- Bruce Morrison - montaggio, masterizzazione
- Ugo Celada - dipinto
- Diego Cuoghi - grafica
- Arturo Neviani - grafica
- Guido Chiesa - note di copertina
- Mario LoPresti - managment
- Tour De Force - managment

## Edizioni
- 1998 - La terra, la guerra, una questione privata (Black Out/Mercury, 536 884-2, CD)
- 1998 - La terra, la guerra, una questione privata (Black Out/Mercury, 536 884-1, LP)
- 1998 - La terra, la guerra, una questione privata (Black Out/Mercury, 536 884-4, MC)
- 2009 - La terra, la guerra, una questione privata (Universal, 0602517940055, CD+DVD)
- 2013 - La terra, la guerra, una questione privata (Tannen Records, FIR.Y39, LP)

## Classifiche
| Classifica (1998) | Posizione massima |
| ----------------- | ----------------- |
| Italia            | 14                |